# Е-КМ
Е-КМ (Тип Е, Крюковский модернизированный) — версия электровагонов метрополитена типов Е, Еж и Ема-502, глубоко модернизированная Крюковским вагоностроительным заводом (с убранной реостатно-контакторной системой управления тяговыми электродвигателями, после модернизации имеющихся только на промежуточных вагонах и установленным вместо неё асинхронным тяговым приводом). Поезда формируются из головных безмоторных вагонов типа Е-КМ-Гб (81-7080), переоборудованных из Еж, и, начиная с 22 состава, из Ема-502, промежуточных моторных типов Е-КМ-Пм (81-7081) и Е-КМ-Пм-01 (81-7081-01), переоборудованных из Е и, начиная с 25 состава, из Еж. По состоянию на 2018 год выпущено 27 пятивагонных электропоездов, эксплуатирующихся на Святошинско-Броварской линии Киевского метрополитена с припиской к электродепо ТЧ-1 «Дарница».

## История создания и выпуска
В 2011 году руководство Киевского метрополитена начало рассмотрение вариантов обновления подвижного состава в электродепо Дарница Святошинско-Броварской линии, большую часть которого составляли устаревшие вагоны типов Е, Еж, Ем и модификаций, которые были выпущены в период 1960-1970-х годов. Изначально планировалась закупка новых составов у Крюковского вагоностроительного завода, однако по причине нехватки средств было решено провести капитальную модернизацию старых вагонов с полной заменой ходовой части и электрооборудования с последующим продлением срока их службы на 20 лет.
В 2012 году Крюковский завод выиграл тендер на проведение модернизации 19 пятивагонных электропоездов, каждый из которых состоял из двух головных вагонов типа Еж и трёх промежуточных вагонов типа Е. Модернизация осуществлялась совместно с различными японскими компаниями, которые разработали и поставили электрооборудование. На вагонах было решено устанавливать асинхронные тяговые электродвигатели, мощность которых превышает мощность оригинальных коллекторных электродвигателей, что позволило сделать головные вагоны безмоторными при сохранении общей мощности пятивагонного поезда. Головные вагоны, переоборудованные из Еж, стали безмоторными и получили обозначение Е-КМ-Гб (Головной безмоторный) и модель 81-7080; промежуточные, переоборудованные из Е, обозначением Е-КМ-Пм (Промежуточный моторный) и модель 81-7081. Один из трёх промежуточных вагонов оснащался тиристорным коммутатором переменного тока и получил обозначение Е-КМ-Пм-01 и модель 81-7081-01.

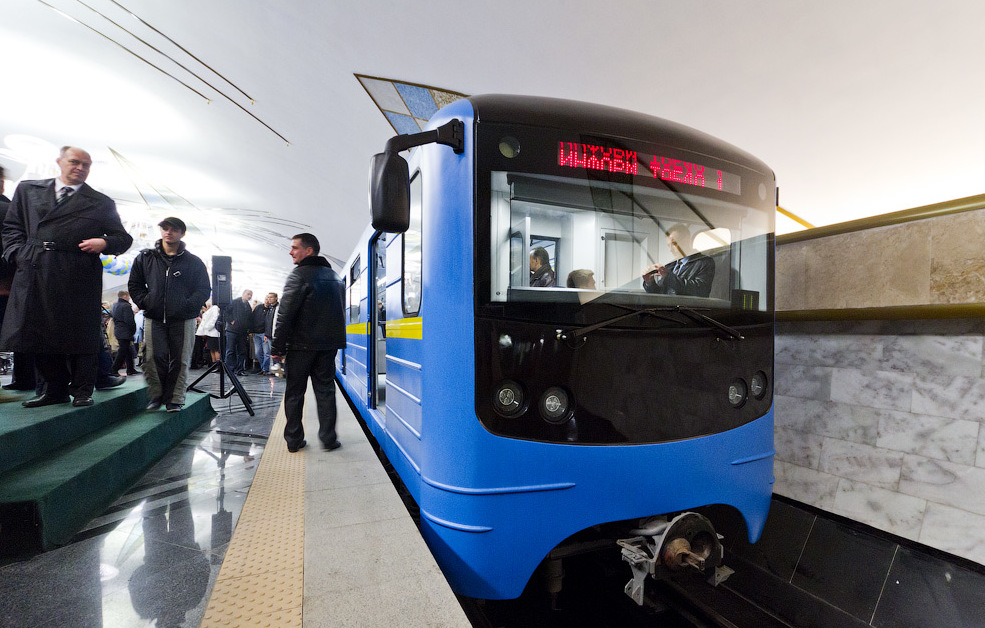
Первый модернизированный электропоезд на презентации

В конце 2013 года завод модернизировал первые вагоны. Первый состав из трёх модернизированных вагонов с номерами 5274—3388—5356 был доставлен в полуготовом виде в ТЧ-1 «Дарница» 4 ноября 2013 года. Эти вагоны были переданы с завода специально для презентации и находились на тот момент в недоукомплектованном состоянии — на них отсутствовала значительная часть подвагонного оборудования. Поезд был публично представлен на открытии станции метро Теремки 6 ноября 2013 года, после чего отправлен обратно на завод для окончательной сборки, что произошло 16 ноября 2013 года, и 25 декабря 2013 года полностью собранный пятивагонный электропоезд в составности 5274—3388—3390—3570—5356 был поставлен в депо Дарница, а с февраля 2014 года началась его обкатка.
В 2014 году были модернизированы ещё 18 составов, которые отличались от первого оранжевым цветом сидений в салоне вместо синего. У составов со второго по четвёртый сиденья были сплошные, а начиная с пятого состава устанавливались раздельные.
В 2015 году была начата модернизация второй партии, включающей пять составов. Первые два состава из этой партии были отправлены с завода 30 апреля. Это были последние модернизированные поезда в составности Еж—Е—Е—Е—Еж, потому что головные вагоны Еж заканчивались и в дальнейшем было решено модернизировать вагоны типа Ема-502. В июле 2015 года были отправлены ещё 3 поезда, уже с одним из головных вагонов Ема-502. Первый поезд был возвращён 12 сентября, последующие 4 последовательно 4, 31 октября, 27 ноября, 4 декабря. Модернизированные вагоны имели синие раздельные сиденья, по которым их и можно отличить от прошлых поставок. Вагон 5455 в последнем, 24-м сцепе, является последним головным вагоном Еж, а промежуточные вагоны этого поезда являются последними вагонами серии Е.
В конце 2015 года начались переговоры по модернизации оставшихся старых вагонов. Метрополитен планировал модернизировать ещё 130 оставшихся вагонов (26 составов), однако из-за нехватки финансирования план на год были существенно сокращён, и в конце 2016 года был заключён контракт на модернизацию только трёх составов. Поскольку вагоны серии Е закончились, Киевский метрополитен принял решение об использовании в качестве промежуточных моторных вагонов типа Еж, а в качестве головных прицепных было решено использовать вагоны типа Ема-502. Все три состава были модернизированы в начале 2017 года.
Данные по формированию и времени модернизации вагонов 81-7080, 7081 и 7081-01 приведены в таблицах:
| Типы вагонов до модернизации | Порядковый номер состава | Номера вагонов           | Месяц и год модернизации |

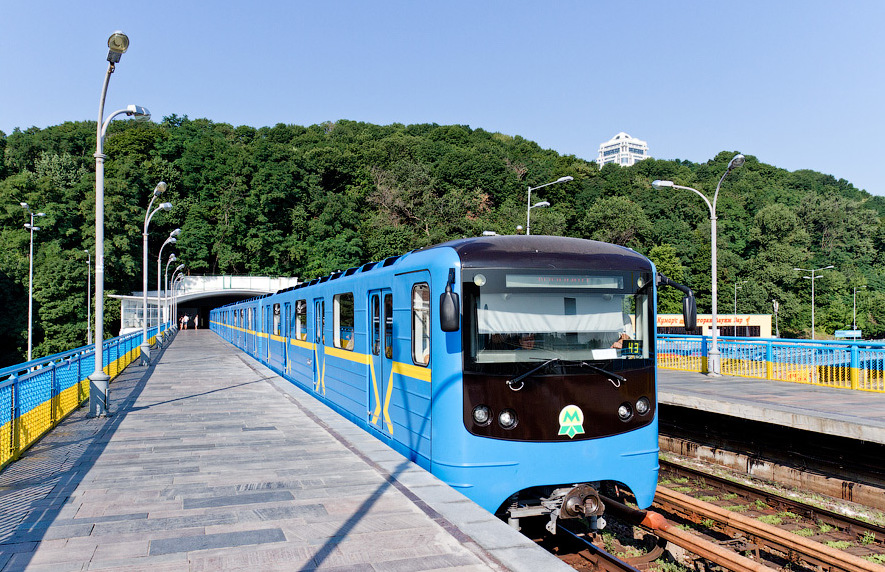
Электропоезд Е-КМ прибывает на станцию Днепр в направлении станции Лесная

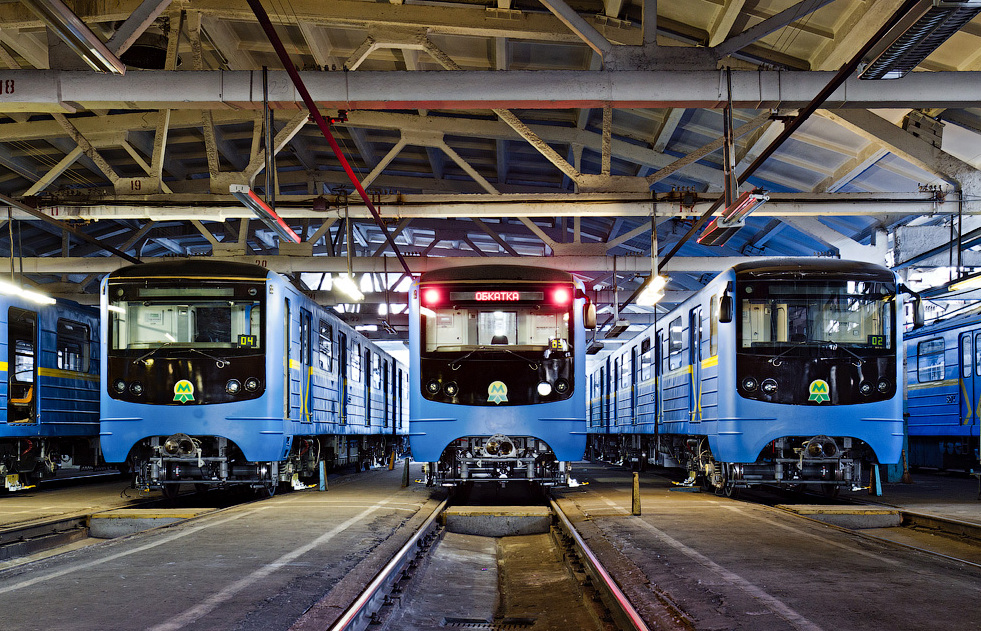
Электропоезда Е-КМ в депо

| Еж—Е—Е—Е—Еж                  | 01                       | 5356—3570—3390—3388—5274 | 12.2013                  |
| Еж—Е—Е—Е—Еж                  | 02                       | 5118—3286—3291—3648—5120 | 04.2014                  |
| Еж—Е—Е—Е—Еж                  | 03                       | 5284—3665—3194—4811—5290 | 05.2014                  |
| Еж—Е—Е—Е—Еж                  | 04                       | 5299—3642—3385—3575—5332 | 05.2014                  |
| Еж—Е—Е—Е—Еж                  | 05                       | 5297—3632—3392—3692—5293 | 05.2014                  |
| Еж—Е—Е—Е—Еж                  | 06                       | 5112—3651—3302—3565—5114 | 06.2014                  |
| Еж—Е—Е—Е—Еж                  | 07                       | 5276—3681—3305—3685—5444 | 06.2014                  |
| Еж—Е—Е—Е—Еж                  | 08                       | 5532—3688—3391—3686—5374 | 06.2014                  |
| Еж—Е—Е—Е—Еж                  | 09                       | 5333—3690—4807—3682—5369 | 07.2014                  |
| Еж—Е—Е—Е—Еж                  | 10                       | 5294—3572—3667—3577—5368 | 07.2014                  |
| Еж—Е—Е—Е—Еж                  | 11                       | 5416—3504—3576—3288—5412 | 08.2014                  |
| Еж—Е—Е—Е—Еж                  | 12                       | 5124—3666—3687—3573—5286 | 08.2014                  |
| Еж—Е—Е—Е—Еж                  | 13                       | 5165—3203—3563—3304—5541 | 08.2014                  |
| Еж—Е—Е—Е—Еж                  | 14                       | 5411—3382—3393—3386—5536 | 08.2014                  |
| Еж—Е—Е—Е—Еж                  | 15                       | 5357—3395—3637—3301—5211 | 08.2014                  |
| Еж—Е—Е—Е—Еж                  | 16                       | 5175—3643—3684—3649—5407 | 09.2014                  |
| Еж—Е—Е—Е—Еж                  | 17                       | 5449—3683—3579—3652—5121 | 10.2014                  |
| Еж—Е—Е—Е—Еж                  | 18                       | 5537—3636—3689—3568—5166 | 00.2014                  |
| Еж—Е—Е—Е—Еж                  | 19                       | 5117—3389—3396—3384—5109 | 10.2014                  |
| Еж—Е—Е—Е—Еж                  | 20                       | 5457—3292—4805—3574—5285 | 09.2015                  |
| Еж—Е—Е—Е—Еж                  | 21                       | 5287—3566—3567—3394—5278 | 10.2015                  |
| Еж—Е—Е—Е—Ема-502             | 22                       | 5454—3196—3650—3289—7096 | 10.2015                  |
| Еж—Е—Е—Е—Ема-502             | 23                       | 5453—3578—4804—3647—7193 | 11.2015                  |
| Еж—Е—Е—Е—Ема-502             | 24                       | 5455—4806—4809—4813—7163 | 12.2015                  |
| Ема-502—Еж—Еж—Еж—Ема-502     | 25                       | 7189—5111—5119—5162—7201 | 01.2017                  |
| Ема-502—Еж—Еж—Еж—Ема-502     | 26                       | 7171—5292—5296—5298—7181 | 02.2017                  |
| Ема-502—Еж—Еж—Еж—Ема-502     | 27                       | 7195—5373—5533—5331—7166 | 02.2017                  |

| Год модернизации | Типы вагонов до модернизации | Кол-во составов | Номера составов | Количество вагонов | Количество вагонов | Количество вагонов |
| Год модернизации | Типы вагонов до модернизации | Кол-во составов | Номера составов | Е-КМ-Гб            | Е-КМ-Пм            | Е-КМ-Пм-01         |
| 2013             | Еж—Е—Е—Е—Еж                  | 1               | 01              | 2                  | 2                  | 1                  |
| 2014             | Еж—Е—Е—Е—Еж                  | 18              | 02—19           | 36                 | 36                 | 18                 |
| 2015             | Еж—Е—Е—Е—Еж                  | 2               | 20—21           | 4                  | 4                  | 2                  |
| 2015             | Еж—Е—Е—Е—Ема-502             | 3               | 22—24           | 6                  | 6                  | 3                  |
| 2017             | Ема-502—Еж—Еж—Еж—Ема-502     | 3               | 25—27           | 6                  | 6                  | 3                  |

## Общие сведения

### Назначение
Вагоны типа Е-КМ предназначены для пассажирских перевозок на линиях метрополитенов с шириной колеи 1520 мм, электрифицированных боковым контактным рельсом с номинальным напряжением 750 В постоянного тока (825 В на подстанциях). Поезда могут эксплуатироваться как на подземных, так и на наземных участках линий в условиях умеренного климата при температуре наружного воздуха от -35 до +40 °C.

### Составность
Модернизированный электропоезд состоит из двух головных прицепных вагонов Е-КМ-Гб, сцепляемых по краям, и трёх промежуточных моторных Е-КМ-Пм, включая один вагон с коммутатором переменного тока Е-КМ-Пм-01 в середине состава. В качестве промежуточных вагонов у первых 21-го состава используются вагоны модернизированные из Е, которые несколько короче вагонов типов Еж, используемых в более поздних составов. В качестве головных вагонов используются только вагоны типов Ема и Еж, которые несколько удлинились за счёт установки новой кабины.

### Нумерация и маркировка
Вагоны типа Е-КМ полностью унаследовали четырёхзначные номера, которые имели до модернизации: головные и промежуточные вагоны типа Еж имеют пятитысячные номера, головные типа Ема-502 — семитысячные, а промежуточные типа Е — трёх- и четырёхтысячные. Нумерация имеет четырёхзначное написание и осуществляется только повагонно, хотя составам были присвоены условные двухзначные номера. Номера маркируются на боковых стенах вагонов в виде объёмных металлических цифр, расположенных под окном между двумя средними дверными проёма вплотную ко второму проёму, считая от головной части вагона.

### Технические характеристики
Основные технические характеристики вагонов Е-КМ-Гб и Е-КМ-Пм:
| Параметр                                           | Параметр                                        | Состав (5 вагонов)              | Вагон                           | Вагон                           |      |      |      |      |      |      |      |      |      |      |      |      |      |      |      |      |      |      |      |      |      |      |      |      |      |      |      |      |      |      |      |      |      |      |      |      |      |      |      |      |
| Параметр                                           | Параметр                                        | Состав (5 вагонов)              | Е-КМ-Гб                         | Е-КМ-Пм (01)                    |      |      |      |      |      |      |      |      |      |      |      |      |      |      |      |      |      |      |      |      |      |      |      |      |      |      |      |      |      |      |      |      |      |      |      |      |      |      |      |      |
| Осевая формула                                     | Осевая формула                                  | см. данные вагонов              | 2—2                             | 20—20                           |      |      |      |      |      |      |      |      |      |      |      |      |      |      |      |      |      |      |      |      |      |      |      |      |      |      |      |      |      |      |      |      |      |      |      |      |      |      |      |      |
| Количество дверей                                  | Количество дверей                               | 2×20                            | 2×4                             | 2×4                             |      |      |      |      |      |      |      |      |      |      |      |      |      |      |      |      |      |      |      |      |      |      |      |      |      |      |      |      |      |      |      |      |      |      |      |      |      |      |      |      |
| Размеры                                            |                                                 |                                 |                                 |                                 |      |      |      |      |      |      |      |      |      |      |      |      |      |      |      |      |      |      |      |      |      |      |      |      |      |      |      |      |      |      |      |      |      |      |      |      |      |      |      |      |
| Основные размеры, мм                               | Длина по осям автосцепок                        | 96 358 (Еж/Е) 96 490 (Ема/Еж)   | 19 430 (Еж, Ема)                | 19 166 (Е) 19 210 (Еж)          |      |      |      |      |      |      |      |      |      |      |      |      |      |      |      |      |      |      |      |      |      |      |      |      |      |      |      |      |      |      |      |      |      |      |      |      |      |      |      |      |
| Основные размеры, мм                               | Длина по кузову                                 | см. данные вагонов              | 19 030 (Еж, Ема)                | 18 770 (Е) 18 810 (Еж)          |      |      |      |      |      |      |      |      |      |      |      |      |      |      |      |      |      |      |      |      |      |      |      |      |      |      |      |      |      |      |      |      |      |      |      |      |      |      |      |      |
| Основные размеры, мм                               | Ширина по кузову                                | 2694                            | 2694                            | 2694                            |      |      |      |      |      |      |      |      |      |      |      |      |      |      |      |      |      |      |      |      |      |      |      |      |      |      |      |      |      |      |      |      |      |      |      |      |      |      |      |      |
| Основные размеры, мм                               | Высота от уровня головки рельсов                | 3665                            | 3665                            | 3665                            |      |      |      |      |      |      |      |      |      |      |      |      |      |      |      |      |      |      |      |      |      |      |      |      |      |      |      |      |      |      |      |      |      |      |      |      |      |      |      |      |
| Основные размеры, мм                               | Высота пола                                     | 1225                            | 1225                            | 1225                            |      |      |      |      |      |      |      |      |      |      |      |      |      |      |      |      |      |      |      |      |      |      |      |      |      |      |      |      |      |      |      |      |      |      |      |      |      |      |      |      |
| Основные размеры, мм                               | Ширина дверного проёма                          | 1380                            | 1380                            | 1380                            | 1380 | 1380 | 1380 | 1380 | 1380 | 1380 | 1380 | 1380 | 1380 | 1380 | 1380 | 1380 | 1380 | 1380 | 1380 | 1380 | 1380 | 1380 | 1380 | 1380 | 1380 | 1380 | 1380 | 1380 | 1380 | 1380 | 1380 | 1380 | 1380 | 1380 | 1380 | 1380 | 1380 | 1380 | 1380 | 1380 | 1380 | 1380 | 1380 | 1380 |
| Размеры ходовой части                              | Шкворневая база вагона, мм                      | 12 600                          | 12 600                          | 12 600                          |      |      |      |      |      |      |      |      |      |      |      |      |      |      |      |      |      |      |      |      |      |      |      |      |      |      |      |      |      |      |      |      |      |      |      |      |      |      |      |      |
| Размеры ходовой части                              | Полная колёсная база вагона, мм                 | 13 700                          | 13 700                          | 13 700                          |      |      |      |      |      |      |      |      |      |      |      |      |      |      |      |      |      |      |      |      |      |      |      |      |      |      |      |      |      |      |      |      |      |      |      |      |      |      |      |      |
| Размеры ходовой части                              | Колёсная база тележки, мм                       | 2100                            | 2100                            | 2100                            |      |      |      |      |      |      |      |      |      |      |      |      |      |      |      |      |      |      |      |      |      |      |      |      |      |      |      |      |      |      |      |      |      |      |      |      |      |      |      |      |
| Размеры ходовой части                              | Диаметр колёс, мм                               | 860                             | 860                             | 860                             |      |      |      |      |      |      |      |      |      |      |      |      |      |      |      |      |      |      |      |      |      |      |      |      |      |      |      |      |      |      |      |      |      |      |      |      |      |      |      |      |
| Размеры ходовой части                              | Ширина колеи, мм                                | 1520                            | 1520                            | 1520                            |      |      |      |      |      |      |      |      |      |      |      |      |      |      |      |      |      |      |      |      |      |      |      |      |      |      |      |      |      |      |      |      |      |      |      |      |      |      |      |      |
| Размеры ходовой части                              | Минимальный радиус проходимых кривых, м         | 200 (на перегоне) / 60 (в депо) | 200 (на перегоне) / 60 (в депо) | 200 (на перегоне) / 60 (в депо) |      |      |      |      |      |      |      |      |      |      |      |      |      |      |      |      |      |      |      |      |      |      |      |      |      |      |      |      |      |      |      |      |      |      |      |      |      |      |      |      |
| Весовые показатели                                 |                                                 |                                 |                                 |                                 |      |      |      |      |      |      |      |      |      |      |      |      |      |      |      |      |      |      |      |      |      |      |      |      |      |      |      |      |      |      |      |      |      |      |      |      |      |      |      |      |
| Масса, т.                                          | тары                                            | 156                             | 30                              | 32                              |      |      |      |      |      |      |      |      |      |      |      |      |      |      |      |      |      |      |      |      |      |      |      |      |      |      |      |      |      |      |      |      |      |      |      |      |      |      |      |      |
| Масса, т.                                          | расчётная с пассажирами при плотности 8 чел/м²  | 250,85                          | 47,92                           | 51,67                           |      |      |      |      |      |      |      |      |      |      |      |      |      |      |      |      |      |      |      |      |      |      |      |      |      |      |      |      |      |      |      |      |      |      |      |      |      |      |      |      |
| Масса, т.                                          | расчётная с пассажирами при плотности 10 чел/м² | 258,55                          | 51,77                           | 56,01                           |      |      |      |      |      |      |      |      |      |      |      |      |      |      |      |      |      |      |      |      |      |      |      |      |      |      |      |      |      |      |      |      |      |      |      |      |      |      |      |      |
| Нагрузка на ось, тс                                | порожняя                                        | см. данные вагонов              | 7,5                             | 8                               |      |      |      |      |      |      |      |      |      |      |      |      |      |      |      |      |      |      |      |      |      |      |      |      |      |      |      |      |      |      |      |      |      |      |      |      |      |      |      |      |
| Нагрузка на ось, тс                                | расчётная с пассажирами при плотности 8 чел/м²  | см. данные вагонов              | 12,0                            | 12,9                            |      |      |      |      |      |      |      |      |      |      |      |      |      |      |      |      |      |      |      |      |      |      |      |      |      |      |      |      |      |      |      |      |      |      |      |      |      |      |      |      |
| Нагрузка на ось, тс                                | расчётная с пассажирами при плотности 10 чел/м² | см. данные вагонов              | 12,9                            | 14,0                            |      |      |      |      |      |      |      |      |      |      |      |      |      |      |      |      |      |      |      |      |      |      |      |      |      |      |      |      |      |      |      |      |      |      |      |      |      |      |      |      |
| Нагрузка на ось, тс                                | максимальная                                    | 15                              | 15                              | 15                              |      |      |      |      |      |      |      |      |      |      |      |      |      |      |      |      |      |      |      |      |      |      |      |      |      |      |      |      |      |      |      |      |      |      |      |      |      |      |      |      |
| Пассажировместимость                               |                                                 |                                 |                                 |                                 |      |      |      |      |      |      |      |      |      |      |      |      |      |      |      |      |      |      |      |      |      |      |      |      |      |      |      |      |      |      |      |      |      |      |      |      |      |      |      |      |
| Общая вместимость, чел.                            | при плотности 8 чел/м²                          | 1355                            | 256                             | 281                             |      |      |      |      |      |      |      |      |      |      |      |      |      |      |      |      |      |      |      |      |      |      |      |      |      |      |      |      |      |      |      |      |      |      |      |      |      |      |      |      |
| Общая вместимость, чел.                            | при плотности 10 чел/м²                         | 1651                            | 311                             | 343                             |      |      |      |      |      |      |      |      |      |      |      |      |      |      |      |      |      |      |      |      |      |      |      |      |      |      |      |      |      |      |      |      |      |      |      |      |      |      |      |      |
| Число сидячих мест                                 | Число сидячих мест                              | 180                             | 36                              | 36                              |      |      |      |      |      |      |      |      |      |      |      |      |      |      |      |      |      |      |      |      |      |      |      |      |      |      |      |      |      |      |      |      |      |      |      |      |      |      |      |      |
| Тягово-энергетические характеристики               |                                                 |                                 |                                 |                                 |      |      |      |      |      |      |      |      |      |      |      |      |      |      |      |      |      |      |      |      |      |      |      |      |      |      |      |      |      |      |      |      |      |      |      |      |      |      |      |      |
| Напряжение и род тока                              | Напряжение и род тока                           | 750 В постоянного тока          | —                               | 750 В постоянного тока          |      |      |      |      |      |      |      |      |      |      |      |      |      |      |      |      |      |      |      |      |      |      |      |      |      |      |      |      |      |      |      |      |      |      |      |      |      |      |      |      |
| Мощность двигателей, кВт                           | Мощность двигателей, кВт                        | 1800 (3×4×150)                  | —                               | 600 (4×150)                     |      |      |      |      |      |      |      |      |      |      |      |      |      |      |      |      |      |      |      |      |      |      |      |      |      |      |      |      |      |      |      |      |      |      |      |      |      |      |      |      |
| Конструкционная скорость, км/ч                     | Конструкционная скорость, км/ч                  | 90                              | 90                              | 90                              |      |      |      |      |      |      |      |      |      |      |      |      |      |      |      |      |      |      |      |      |      |      |      |      |      |      |      |      |      |      |      |      |      |      |      |      |      |      |      |      |
| Ускорение, м/с²                                    | максимальное при разгоне                        | 1,2                             | —                               | 1,2                             |      |      |      |      |      |      |      |      |      |      |      |      |      |      |      |      |      |      |      |      |      |      |      |      |      |      |      |      |      |      |      |      |      |      |      |      |      |      |      |      |
| Ускорение, м/с²                                    | среднее при торможении                          | 1,1                             | 1,1                             | 1,1                             |      |      |      |      |      |      |      |      |      |      |      |      |      |      |      |      |      |      |      |      |      |      |      |      |      |      |      |      |      |      |      |      |      |      |      |      |      |      |      |      |
| Длина тормозного пути на горизонтальном участке, м | при скорости 10 км/ч                            | 12                              | 12                              | 12                              |      |      |      |      |      |      |      |      |      |      |      |      |      |      |      |      |      |      |      |      |      |      |      |      |      |      |      |      |      |      |      |      |      |      |      |      |      |      |      |      |
| Длина тормозного пути на горизонтальном участке, м | при скорости 20 км/ч                            | 22                              | 22                              | 22                              |      |      |      |      |      |      |      |      |      |      |      |      |      |      |      |      |      |      |      |      |      |      |      |      |      |      |      |      |      |      |      |      |      |      |      |      |      |      |      |      |
| Длина тормозного пути на горизонтальном участке, м | при скорости 30 км/ч                            | 40                              | 40                              | 40                              |      |      |      |      |      |      |      |      |      |      |      |      |      |      |      |      |      |      |      |      |      |      |      |      |      |      |      |      |      |      |      |      |      |      |      |      |      |      |      |      |
| Длина тормозного пути на горизонтальном участке, м | при скорости 40 км/ч                            | 60                              | 60                              | 60                              |      |      |      |      |      |      |      |      |      |      |      |      |      |      |      |      |      |      |      |      |      |      |      |      |      |      |      |      |      |      |      |      |      |      |      |      |      |      |      |      |
| Длина тормозного пути на горизонтальном участке, м | при скорости 50 км/ч                            | 90                              | 90                              | 90                              |      |      |      |      |      |      |      |      |      |      |      |      |      |      |      |      |      |      |      |      |      |      |      |      |      |      |      |      |      |      |      |      |      |      |      |      |      |      |      |      |
| Длина тормозного пути на горизонтальном участке, м | при скорости 60 км/ч                            | 125                             | 125                             | 125                             |      |      |      |      |      |      |      |      |      |      |      |      |      |      |      |      |      |      |      |      |      |      |      |      |      |      |      |      |      |      |      |      |      |      |      |      |      |      |      |      |
| Длина тормозного пути на горизонтальном участке, м | при скорости 70 км/ч                            | 165                             | 165                             | 165                             |      |      |      |      |      |      |      |      |      |      |      |      |      |      |      |      |      |      |      |      |      |      |      |      |      |      |      |      |      |      |      |      |      |      |      |      |      |      |      |      |
| Длина тормозного пути на горизонтальном участке, м | при скорости 80 км/ч                            | 220                             | 220                             | 220                             |      |      |      |      |      |      |      |      |      |      |      |      |      |      |      |      |      |      |      |      |      |      |      |      |      |      |      |      |      |      |      |      |      |      |      |      |      |      |      |      |
| Длина тормозного пути на горизонтальном участке, м | при скорости 90 км/ч                            | 295                             | 295                             | 295                             |      |      |      |      |      |      |      |      |      |      |      |      |      |      |      |      |      |      |      |      |      |      |      |      |      |      |      |      |      |      |      |      |      |      |      |      |      |      |      |      |

## Конструкция
В ходе модернизации у вагонов были сохранены кузова, за исключением маски кабины головных вагонов, в то время как практически всё ходовое и электрическое оборудование, а также оснащение интерьера были заменены на новое. Все поезда окрашиваются в голубой цвет с жёлтыми полосами, при верх и середина лобовой части кабины машиниста — чёрные.

### Механическое оборудование

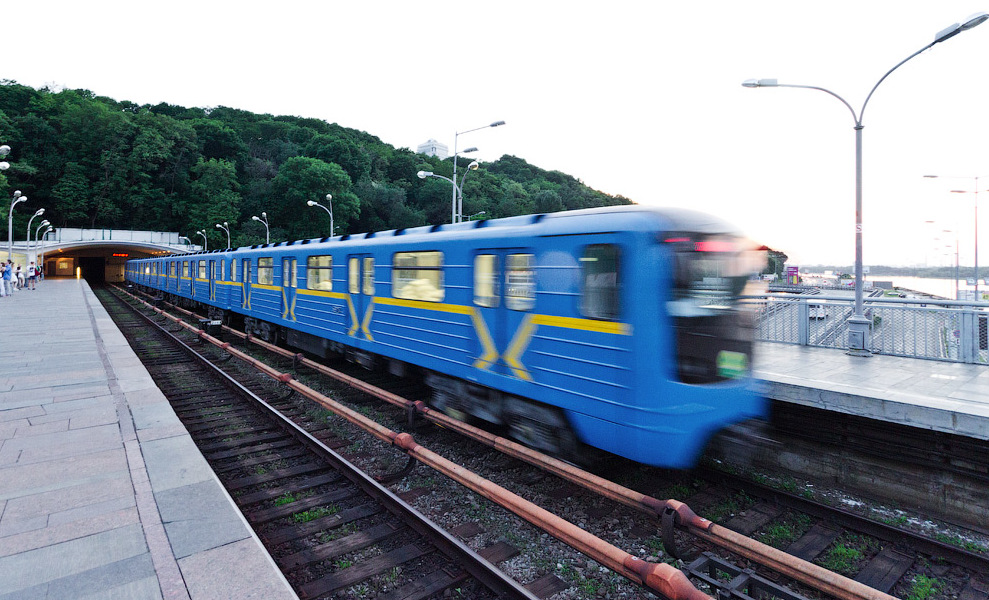
Электропоезд Е-КМ отправляется со станции Днепр в направлении станции Академгородок

Кузова вагонов в ходе модернизации практически не претерпели изменений, за исключением масок головных вагонов Еж. Вагоны имеют цельнометаллические кузова сварной конструкции с гофрированной обшивкой толщиной 1,5 мм и вентиляционными черпаками на крыше. Вагоны типа Е, изначально выпущенные как головные, ранее были переоборудованы в промежуточные путём удаления кабины машиниста и использования её пространства для пассажирского салона. У вагонов Еж при модернизации в Е-КМ-Гб была установлена новая стеклопластиковая маска кабины машиниста, конструктивно близкая маске выпущенных ранее Крюковским заводом вагонов 81-7021/7022 и 81-7036/7037.
Новая лобовая часть кабины машиниста изготовлена из стеклопластика и имеет прямую форму со скруглёнными углами, при этом верхняя часть маски под лобовым стеклом немного вдавлена, к боковинам крепятся вынесенные вперёд зеркала заднего вида. В верхней части маски расположено широкое лобовое стекло с обрамлением чёрного цвета, в верхней зоне которого над его обзорной частью размещена электронная маршрутная панель и два красных хвостовых огня по бокам от неё. Ниже лобового стекла расположены утопленные в корпус круглые светодиодные фары по две с каждой стороны, при этом крайние фары расположены чуть выше срединных. Маска под лобовым стеклом имеет чёрный цвет.
Как и у вагонов типа Е, по сравнению с Еж, длина промежуточных моторных вагонов Е-КМ-Пм короче длины вагонов Е-КМ-Гб: один из торцов промежуточного вагона расположен в непосредственной близости от крайних автоматических дверей, в то время как другой расположен на некотором удалении, имеющим боковые окна. Длина кузова головного вагона Е-КМ-Гб по торцевым стена была увеличена на 22 см (19 030 мм против изначальных 18 810) за счёт замены кабины машиниста. Длина промежуточных вагонов осталась без изменений.
Тележки вагонов заменены на новые тележки Крюковского завода модели 68-7054 с центральным пневмоподвешиванием. База тележки составляет 2100 мм, диаметр колёс — 785 мм. В первой буксовой ступени рама тележки опирается на каждую буксу опирается через две витые цилиндрические пружины, во второй кузовной ступени кузов опирается на раму тележки через две пневморессоры, расположенные по краям рамы в середине между осями Тележки оборудованы системой противоюзовой защиты и гашения колебаний. Вместо стандартных колодочных тормозов на новых тележках установлены дисковые. Расположение токоприёмников на тележках также отличается от оригинального: вместо подвески токоприёмника на деревянном брусе между колесными парами его крепление осуществляется непосредственно к корусу буксы у одного из колес.
Между вагонами вместо стандартных автосцепок Шарфенберга установлены сцепные устройства цилиндрической формы специальной конструкции, аналогичные установленным ранее на вагонах 81-7021/7022 и 81-7036/7037. На головных вагонах со стороны кабины машиниста для совместимости с остальным парком подвижного состава оставлены автосцепки Шарфенберга.

### Электрооборудование
Электрооборудование вагонов в процессе модернизации подверглось практически полной замене на новое. Наряду с электрооборудованием производства Крюковского завода, значительную часть нового электрооборудования поставили японские и немецкие компании, такие как  ITOCHU, Mitsubishi Electric, Knorr Bremse, Fuji Electric, Schaltbau и другие. Большая часть элекрооборудования размещена в специальных ящиках в подвагонном пространстве.

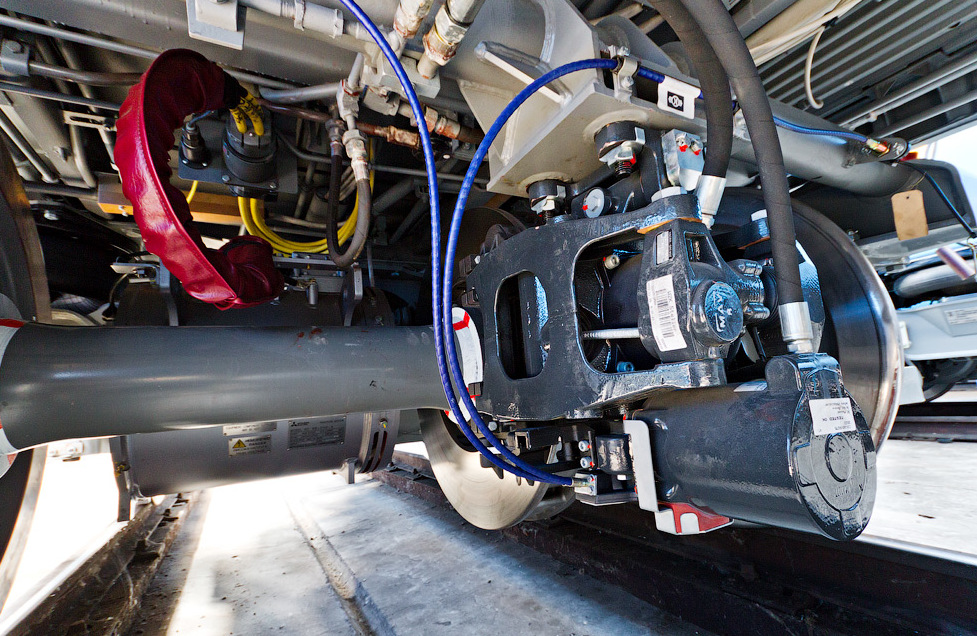
Моторная тележка вагона Е-КМ-Пм

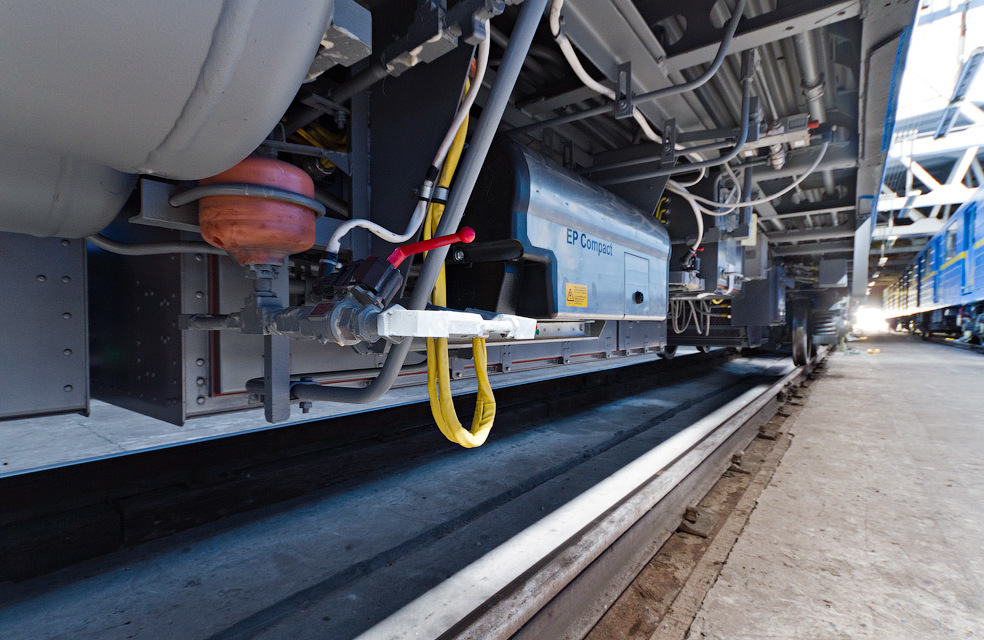
Подвагонное оборудование

На каждой из тележек промежуточных вагонов установлены по два асинхронных тяговых электродвигателя типа MB-5149-A (производства Mitsubishi) мощностью 150 кВт каждый, что вдвое превышает мощность оригинальных коллекторных двигателей, позволяя использовать в составе прицепные вагоны. За счёт установки тяговых преобразователей, необходимых для работы асинхронных электродвигателей, вагоны издают характерный писк при разгоне и торможении. Управление электроприводом осуществляется через тяговые инверторы Mitsubishi MAP-154-75V256, а силовые элементы привода выполнены на IGBT-транзисторах. На одном из моторных вагонов также установлен автоматический тиристорный коммутатор переменного тока. Тяговый привод позволяет осуществлять электродинамическое рекуперативное торможение, а при отсутствии режима рекуперации возможно реостатное торможение за счёт тормозных резисторов.
Применение асинхронных электродвигателей и внедрение энергосберегающего оборудования позволило снизить на 40% потребление электроэнергии модернизированных поездов по сравнению с оригинальными. По результатам тягово-энергетических испытаний опытного пятивагонного поезда затраты на потребление им электрической энергии составляют 25,7 Вт*час/т*км. Рекуперация электроэнергии во время электродинамического торможения поезда составляет 18%. По утверждениям производителей, по сравнению с изначальной конструкцией должна повыситься надёжность работы электрооборудования, уменьшиться динамические нагрузки на узлы и агрегаты вагонов, что позволит увеличить межремонтные пробеги, а также уменьшить объёмы ремонтов и затраты на закупку запасных частей.

### Интерьер

#### Пассажирский салон
В ходе модернизации вагонов в пассажирском салоне устанавливается новая отделка. В середине потолка салона модернизированных вагонов установлены продольные светодиодные светильники прямоугольной формы. Также были полностью заменены вентиляционные решётки, однако сама система естественной вентиляции, осуществляемая через черпаки на крыше, изменений не претерпела. В вагонах также предусмотрены места под установку видеомониторов.
По бокам от центрального прохода между автоматическими дверями вместо кожаных устанавливаются шестиместные пластиковые сиденья. Эти сиденья впоследствии вызвали ряд нареканий среди пассажиров, признавших их конструкцию неудобной. Сиденья в торцевых частях салона вагонов в целях повышения общей вместимости за счёт увеличения пространства для стоячих пассажиров были ликвидированы. Каждый вагон после модернизации имеет 36 сидячих мест. Общая вместимость головного вагона при плотности 5 и 10 человек/м2 составляет соответственно 173 и 311 пассажиров, промежуточного вагона — соответственно 189 и 343 пассажира.

#### Кабина машиниста
Интерьер кабины машиниста по сравнению с изначальным претерпел значительные изменения. За счёт ликвидации торцевого дверного проёма в середине при установке новой лобовой части был установлен более широкий новый пульт управления, а кресло машиниста и пульт были смещены с правой стороны в центр. В верхней части лобового стекла в кабине установлен светодиодный маршрутный указатель. Кабина также оборудована системой кондиционирования.
Пульт машиниста конструктивно схож с пультами, устанавливаемыми ранее на вагоны модели 81-7036/7037 производства КВСЗ. На пульте машиниста размещается дисплей системы мониторинга, органы управления тяговым приводом, пневматическими тормозами, аппаратурой АРС, радиооповещения, радиосвязи, системой управления дверями, освещения и другим оборудованием, а также кнопка экстренного торможения. Стандартный кран управления пневматическими тормозами заменён более компактным в виде небольшого рычага. Управление тяговым приводом осуществляется с помощью рычажка, внешне похожего на кран машиниста.

## Эксплуатация
Все электропоезда типа Е-КМ поступили в электродепо «Дарница» для обслуживания Святошинско-Броварской линии Киевского метрополитена.
22 июля 2014 года началась пробная эксплуатация четвёртого состава с пассажирами в утренний час-пик. Постепенно начали работать почти все составы. 1 сентября 2014 года началась их регулярная эксплуатация. Последний из 19 модернизированных электропоездов первой партии, с головными вагонами 5109 и 5117, был возвращен 24 октября 2014 года и начал работу в ноябре. Это был единственный модернизированный поезд с электронными табло в салоне. Что интересно, самый первый модернизированный состав вышел на линию позже всех, в декабре 2014 года.
12 октября 2015 года началась работа первых двух поездов второй партии, а поезда с третьего по пятый вышли 18 ноября, 5 и 21 декабря. В начале 2017 года в эксплуатацию были введены ещё три поезда третьей партии.

## Схожие модернизации

### Еж3

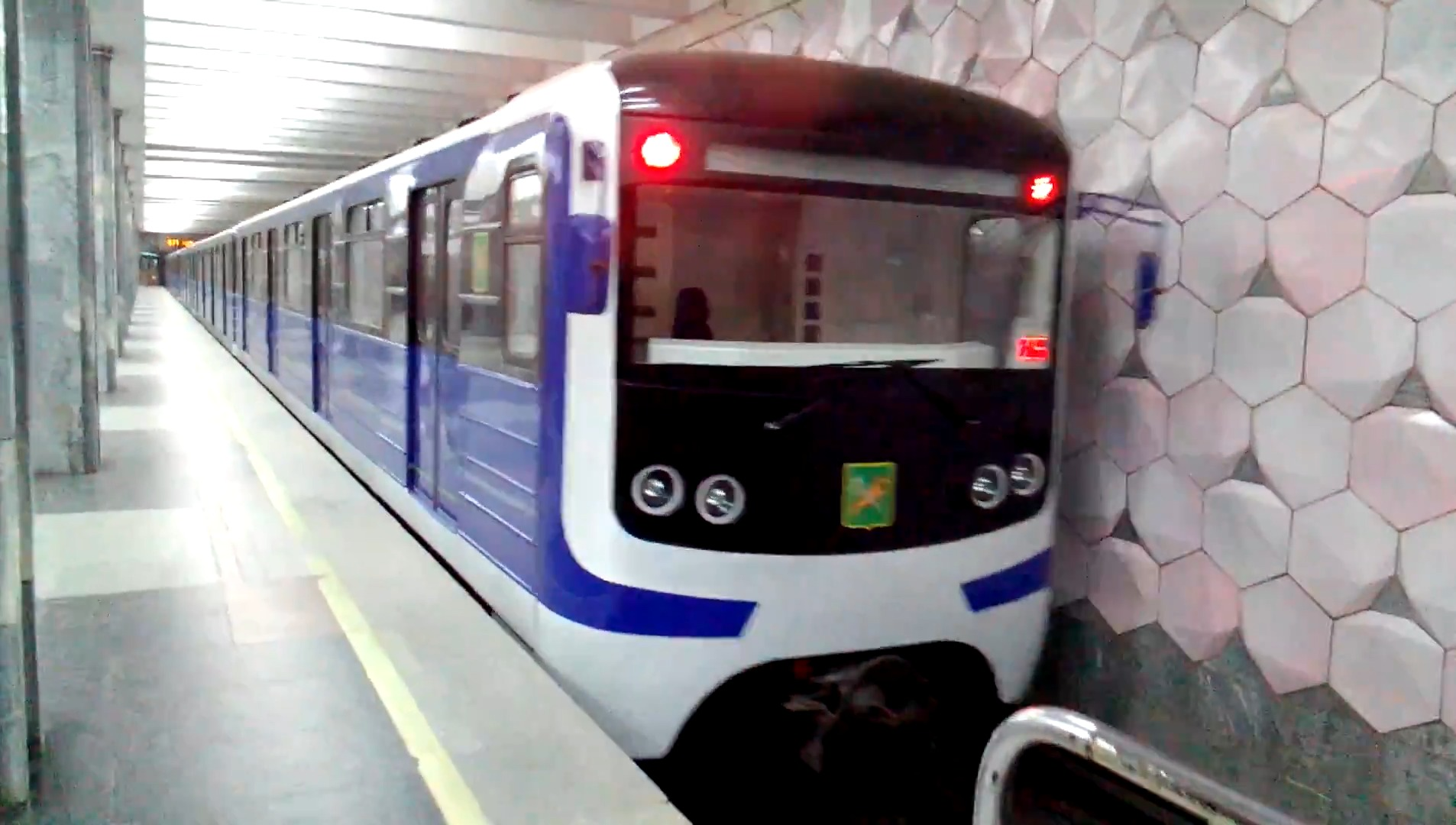
Модернизированный электропоезд Еж3 на станции Харьковского метрополитена

Летом 2016 года Харьковский метрополитен в рамках программы по глубокой модернизации эксплуатируемых вагонов типа Еж3/Ем-508Т начал своими средствами модернизацию одного из пятивагонных составов Еж3, отчасти схожую c производимой Крюковским вагоностроительным заводом модернизацией вагонов Киевского метрополитена типов Е, Ема-502/Ем-502 и Еж/Еж1 в Е-КМ, с продлением срока их службы на 25 лет. Модернизированные вагоны не претерпели изменений в заводском обозначении (81-710 является альтернативным обозначением Еж3), будучи, в отличие от схожих модернизаций (Е-КМ 81-7080/7081), с коллекторными электродвигателями и реостатно-контакторной системой управления, получив обновлённый внешний вид — в ходе модернизации у головных вагонов была произведена замена лобовых частей («масок») на новые стеклопластиковые, аналогичные устанавливаемым на вагоны Е-КМ; также схожим образом были обновлены отделка салона и кабины машиниста, включая новый пульт управления, установлены межвагонные предохранительные устройства от падения пассажиров на пути и затруднения их проезда между вагонами снаружи. Крыша и низ лобовых и боковых стен окрашивались в белый цвет, верхняя часть боковых стен и бо́льшая часть лобовой части — в чёрный, а нижняя половина боковых стен и декоративные полосы спереди — в тёмно-синий. В течение ближайших нескольких лет метрополитен планирует модернизировать аналогичным образом ещё 10 составов. Стоимость такой модернизации электропоезда составила 44 миллиона гривен.
Салоны головных и промежуточных вагонов имеют по 36 сидячих мест, однако при этом сиденья выполнены раздельными и имеют отдельные спинку и сидушку синего цвета из кожзаменителя. В тамбурных зонах оборудованы стоячие накопительные площадки, при этом в промежуточных вагонах со стороны бывших кабин машиниста над отсеками с оборудованием оборудованы столики с горизонтальными поручнями, пригодные для размещения багажа. Отделка стен и потолка белого цвета, поручни, решётки системы вентиляции и непрерывные световые линии по центру потолка конструктивно схожи с вагонами Е-КМ, но при этом пол имеет серо-синий цвет, а поручни — синий.

После завершения модернизации в августе 2017 года электропоезд поступил в электродепо ТЧ-1 «Московское» (с мая 2022 года — «Немышлянское»), где начал проходить обкатку. 1 сентября 2017 года состоялся запуск поезда с пассажирами на Холодногорско-Заводской линии Харьковского метрополитена. Всего к 2019 году было модернизировано 25 вагонов, сформированные в 5 составов.
- Прибытие, поездка и отправление поезда 81-710.1 в Харьковском метрополитене

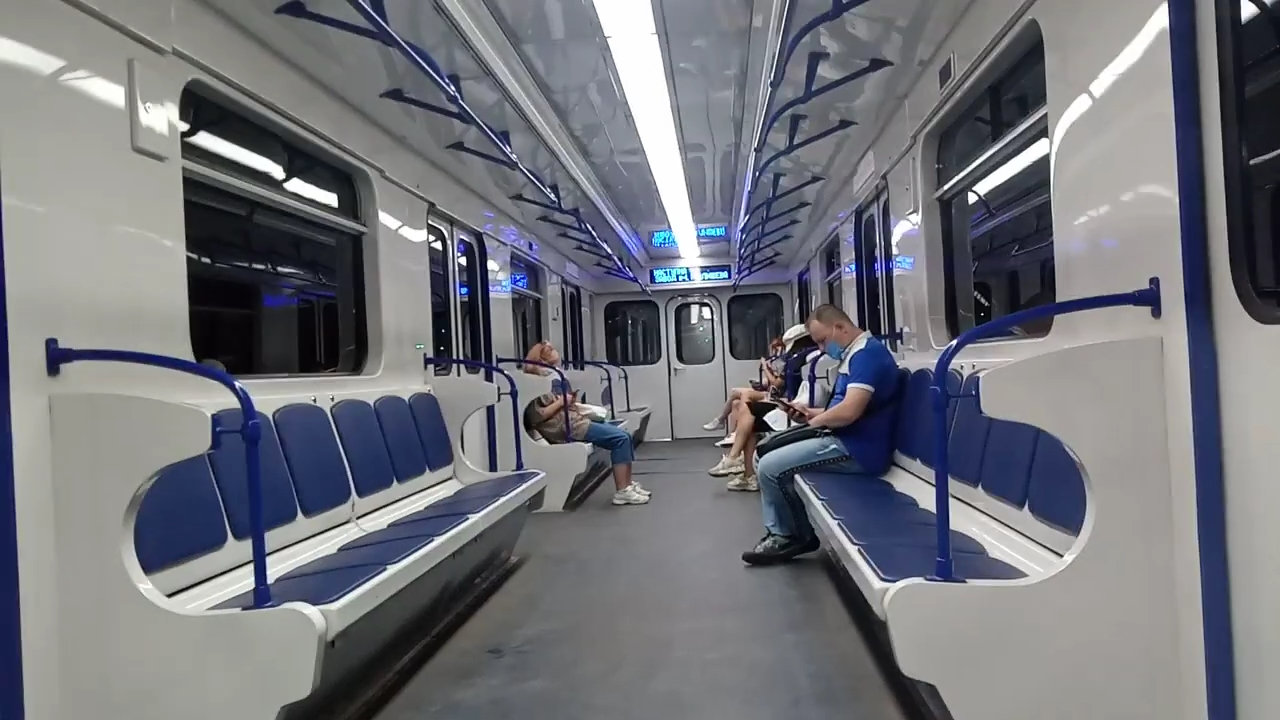
Салон промежуточного вагона

### Модернизированные вагоны 81-717/714

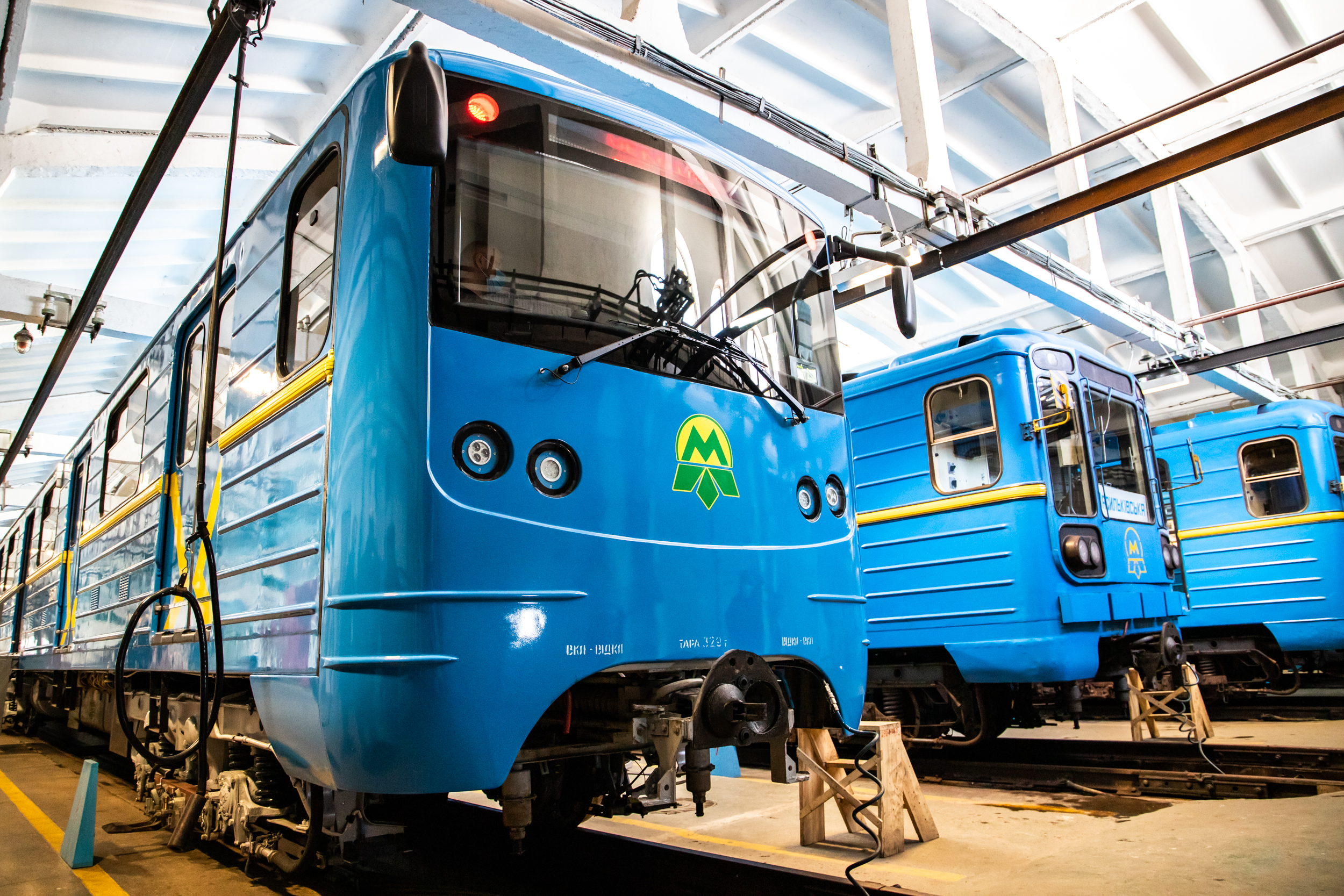
Модернизированный состав из вагонов 81-717/714 с обновлённым дизайном лобовой части (т. н. «маски»)

В конце 2019 и 2020 годах в Киевском метрополитене вагоноремонтный завод при депо ТЧ-1 «Дарница», осуществляющий капитально-восстановительный ремонт вагонов 81-717/714, провёл уникальную модернизацию одного из пятивагонных поездов с вагонами 8600-7715-7714-9546-8601, выпущенных с 1981 по 1984 год, с продлением срока их службы на 22 года. Стоимость модернизации поезда из 5 вагонов составила 35 млн грн.
В процессе модернизации на головных вагонах была установлена новая маска как вагонов Е-КМ и 81-710.1, проведено полное переоснащение кабины машиниста с заменой пульта управления и пассажирского салона, обновлено электрооборудование. , однако как и в случае с вагонами 81-710.1, была сохранена реостатно-контакторная система управления и коллекторные электродвигатели. Поезд получил голубую окраску, при этом, в отличие от вагонов Е-КМ, лобовая часть под кабиной машиниста была окрашена в голубой, а не чёрный цвет.
В кабине машиниста установлен новый пульт управления, схожий с пультами вагонов 81-7021/7022 и Е-КМ производства КВСЗ, но имеющий собственную компоновку приборных панелей, а также новое кресло машиниста, кондиционер и лобовое стекло с электроподогревом. Пассажирские салоны и кабина получили отделку стен и потолка из белого пластика. В салоне были установлены антивандальные пластиковые сиденья со спинками и сидушками серого цвета, новое дверное оборудование, окна, потолочные светодиодные лампы в виде центральной световой линии, под потолком размещены информационные видеомониторы, а над дверями впервые в киевском метрополитене установлены светодиодные маршрутные панель для визуального станционного информирования пассажиров в салоне вагонов, которая изготавливается под конкретную линию и у которой светодиоды расположены на линейной схеме и нал каждым из них приведено текстовое название станции.
В июле 2020 года поезд поступил в депо ТЧ-2 «Оболонь» для проведения испытаний и обкатки, а в регулярную эксплуатацию с пассажирами на Оболонско-Теремковской линии он был введён спустя более полугода с 19 февраля 2021 года<.

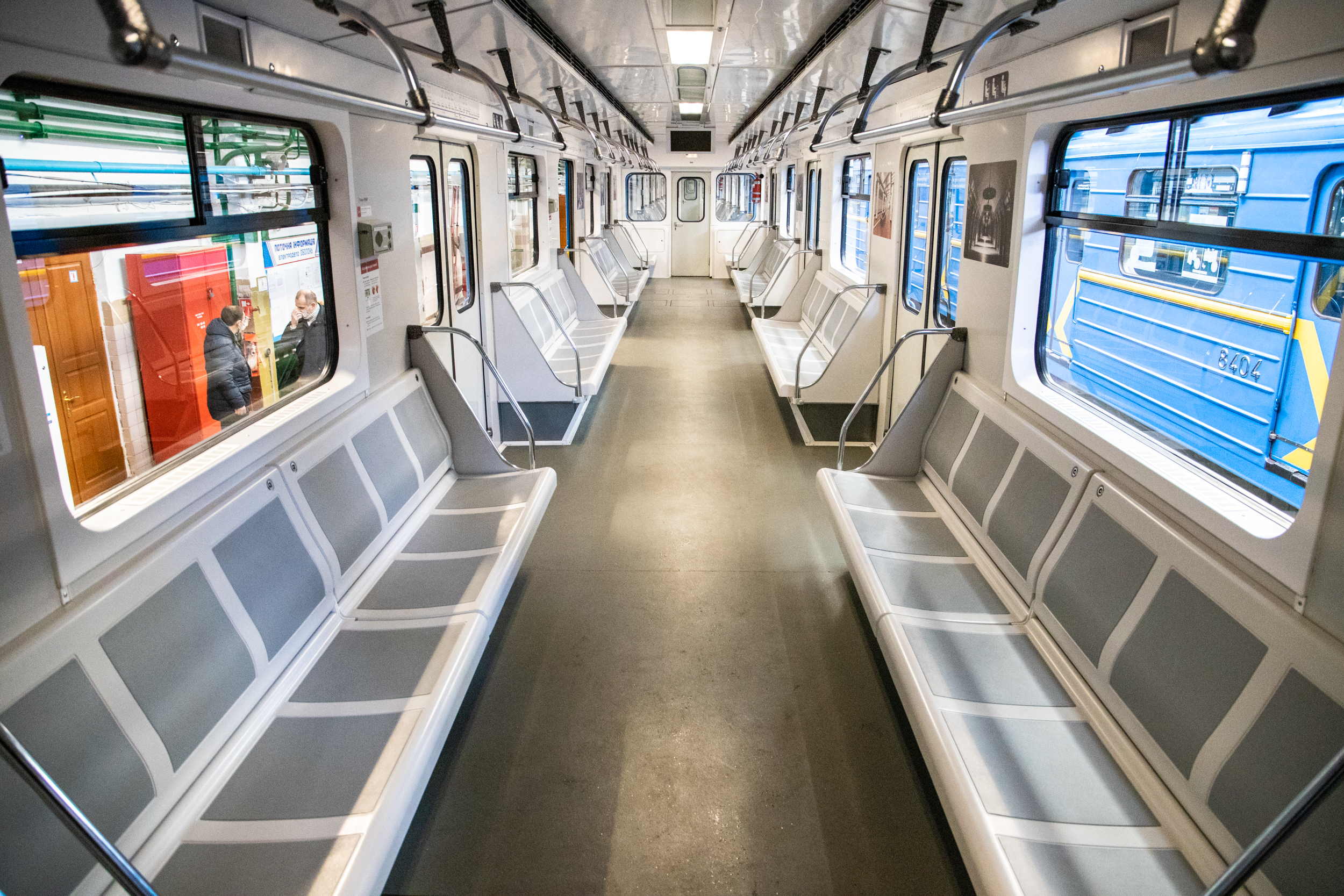
Салон поезда, общий вид
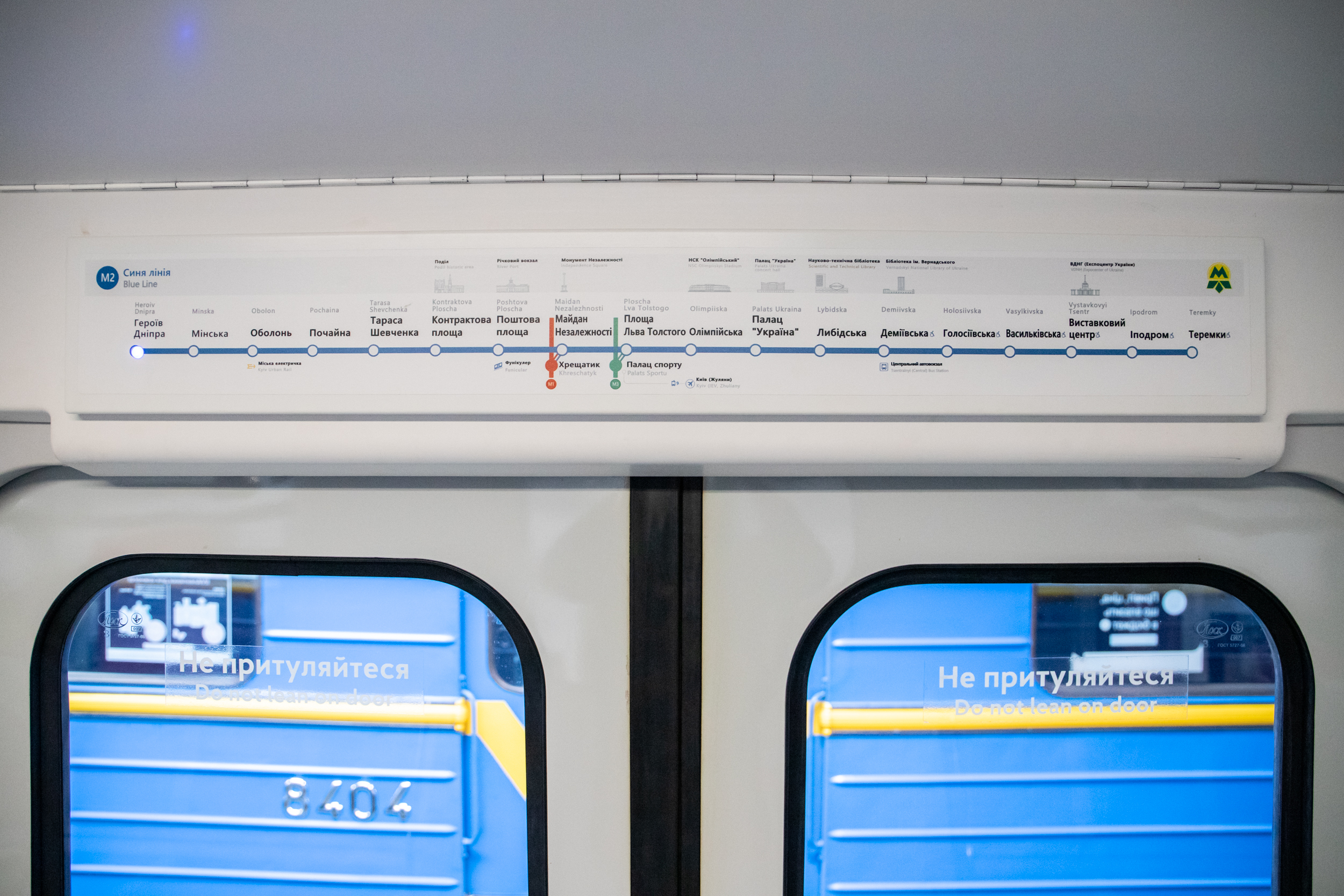
Наддверная маршрутная панель
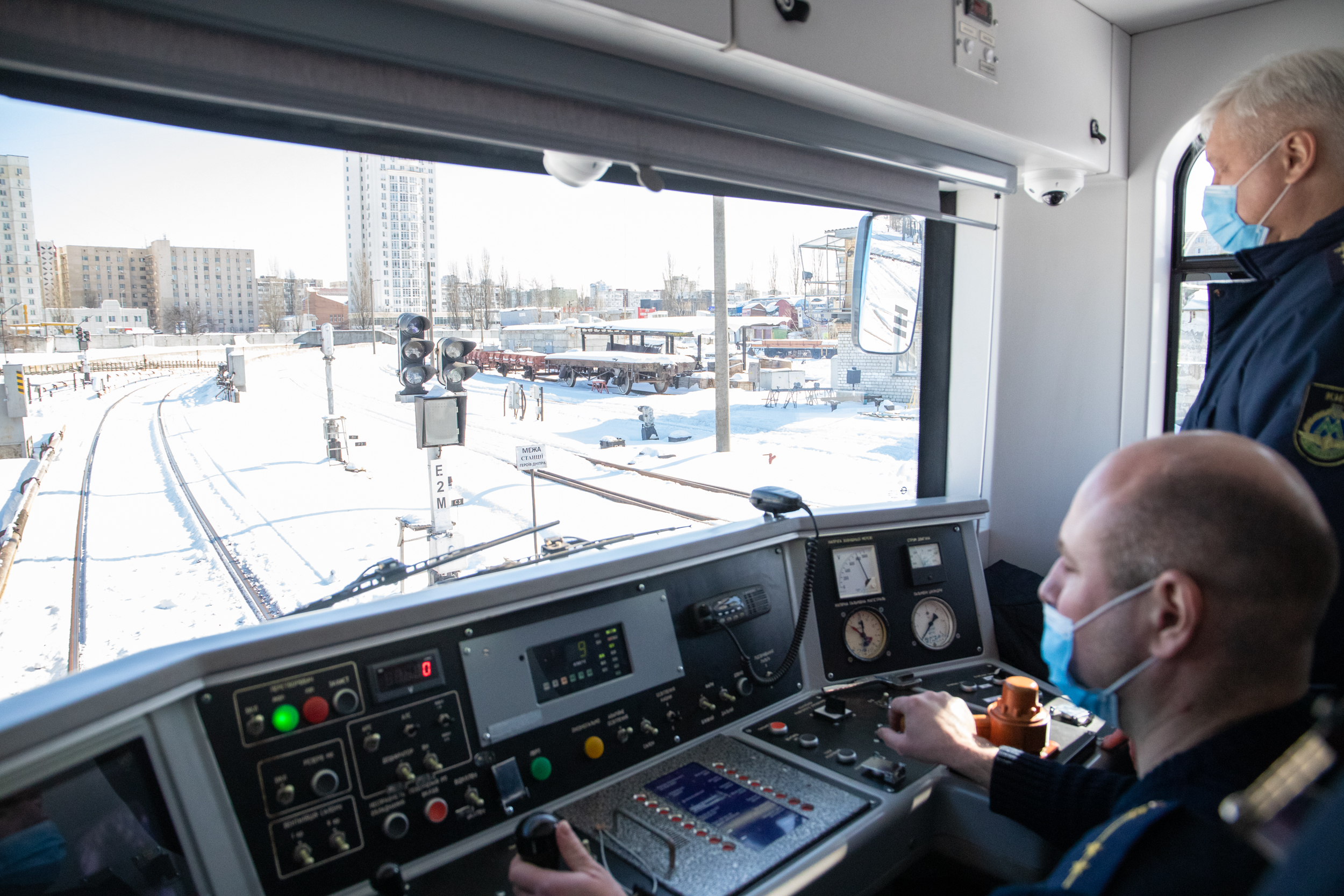
Кабина машиниста, вид на пульт управления

## Технические особенности
Электропоезда «Е-КМ», будучи с головными безмоторными вагонами, отличаются этим от всех остальных вагонов метрополитена, когда-либо изготавливавшихся и изготовленных на Мытищинском машиностроительном заводе и, позже, Метровагонмаше, а также ЗАО «Вагонмаш» и ООО «Вагонмаш» и КВСЗ (с нуля — 81-7021/7022 и 81-7036/7037), оснащённых реостатно-контакторной и тири́сторно-и́мпульсной системами управления, а также асинхронными тяговыми электродвигателями.